# Маргарян, Араик Арташович
Араи́к Арта́шович Маргаря́н (арм. Արայիկ Մարգարյան; 8 мая 1951, пгт Ахта, Армянская ССР, СССР) — советский, армянский и российский тренер по хоккею на траве. Главный тренер мужской сборной России по хоккею на траве.

## Биография
Араик Маргарян родился 8 мая 1951 года в поселке городского типа Ахта (с 1959 года - город Раздан).
Занимался футболом, играл за дубль ереванского «Арарата», но из-за перелома рёбер был вынужден завершить карьеру.
В 1974 году окончил Ереванский государственный институт физкультуры по специальности «тренер-преподаватель».
В 1977 году играл за «Раздан» в хоккей на траве в первенстве СССР.
В 1978—1997 годах был тренером «Раздана». В 1983—2000 годах был тренером главной и молодёжной сборных Армянской ССР и Армении. В качестве играющего тренера сборной Армянской ССР принял участие в летней Спартакиаде народов СССР 1986 года.
В 2000 году перебрался в Казань. В 2001 году был назначен главным тренером «Динамо-Казани». Под его началом команда в чемпионате России выиграла 18 золотых (2003—2008, 2010—2020), 2 серебряных (2002, 2009) и бронзовую (2001) медали чемпионата России, дважды стала обладателем Кубка России (2001, 2005). В 2003 году подопечные Маргаряна выиграли дивизион «С» Кубка обладателей кубков, в 2007 году — дивизион «B» Кубка чемпионов.
В 2013 году возглавлял студенческую сборную России, которая выиграла хоккейный турнир летней Универсиады в Казани.
20 мая 2020 года назначен главным тренером мужской сборной России по хоккею на траве.
Заслуженный тренер России (2006) и Татарстана. Заслуженный тренер Армении. Заслуженный работник физической культуры России (2003). Награждён Почётной грамотой Президента России (2014), медалями Татарстана «В память 1000-летия Казани» (2005), «За доблестный труд» (2006).

## Семья
Сын Артур Маргарян (род. 1977) также играл в хоккей на траве в составе «Динамо-Казани» (2001—2019), сейчас занимает должность старшего тренера. В семье есть ещё один сын.